# Площадь Кирова (Екатеринбург)
Площадь Ки́рова в Екатеринбурге находится в Кировском районе города и замыкает проспект Ленина.

## История
Площадь появилась в 1916 году, когда началось возведение главного корпуса Уральского горного института. С 1929 по 1956 год велось строительство Уральского Политехнического Института (ныне Уральский государственный технический университет — УПИ), корпуса которого ограничивают площадь с востока и юга.
Сквер на площади был разбит 8 января 1921 года и окончательно сформирован С. Е. Чернышёвым в 1928—1939 годах. Здесь были посажены лиственница, дуб, берёза, клён ясенелистный и боярышник. Впоследствии — в 1946, 1956 и в начале 1960-х годов зелёные насаждения были обновлены. В 1953 году на площади был установлен бюст М. П. Одинцова. В 1956 году площадь была перепланирована и благоустроена под руководством архитектора Г. В. Шауфлера. На площади в 1961 году был установлен памятник студентам и преподавателям, погибшим в годы Великой Отечественной войны, а в 1983 году — памятник С. М. Кирову, в честь которого и была названа площадь.

## Достопримечательности
Площадь Кирова ограничивается корпусами Уральского государственного технического университета и Екатеринбургского суворовского военного училища. Площадь украшают памятник Кирову, памятник студентам и преподавателям, погибшим в годы Великой Отечественной войны (на юге, перед входом в Корпус химико-технологического факультета) и памятник М. П. Одинцову (на севере, перед входом в Суворовское училище). Площадь сквера достигает 4,3 га, из которых под цветники выделено 0,15 га. В сквере высажены 974 кустарника и 839 деревьев.
Площадь является местом отдыха студентов и горожан. Здесь проводят «Фестиваль УПИ» и иные студенческие и городские праздники. Здесь традиционно проводятся экстремальные «УрФУ-Х-Games».

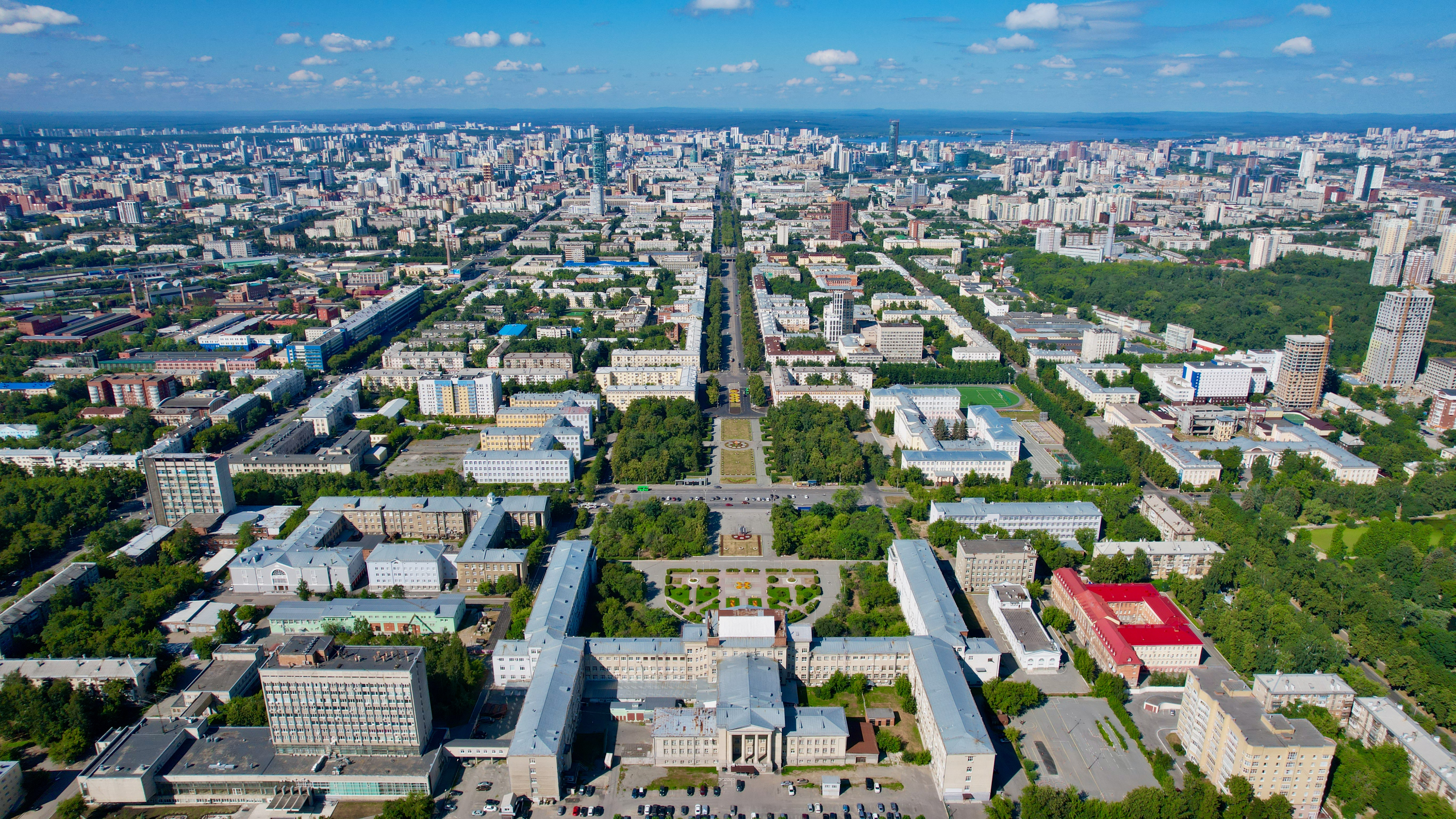
Площадь на ближнем плане
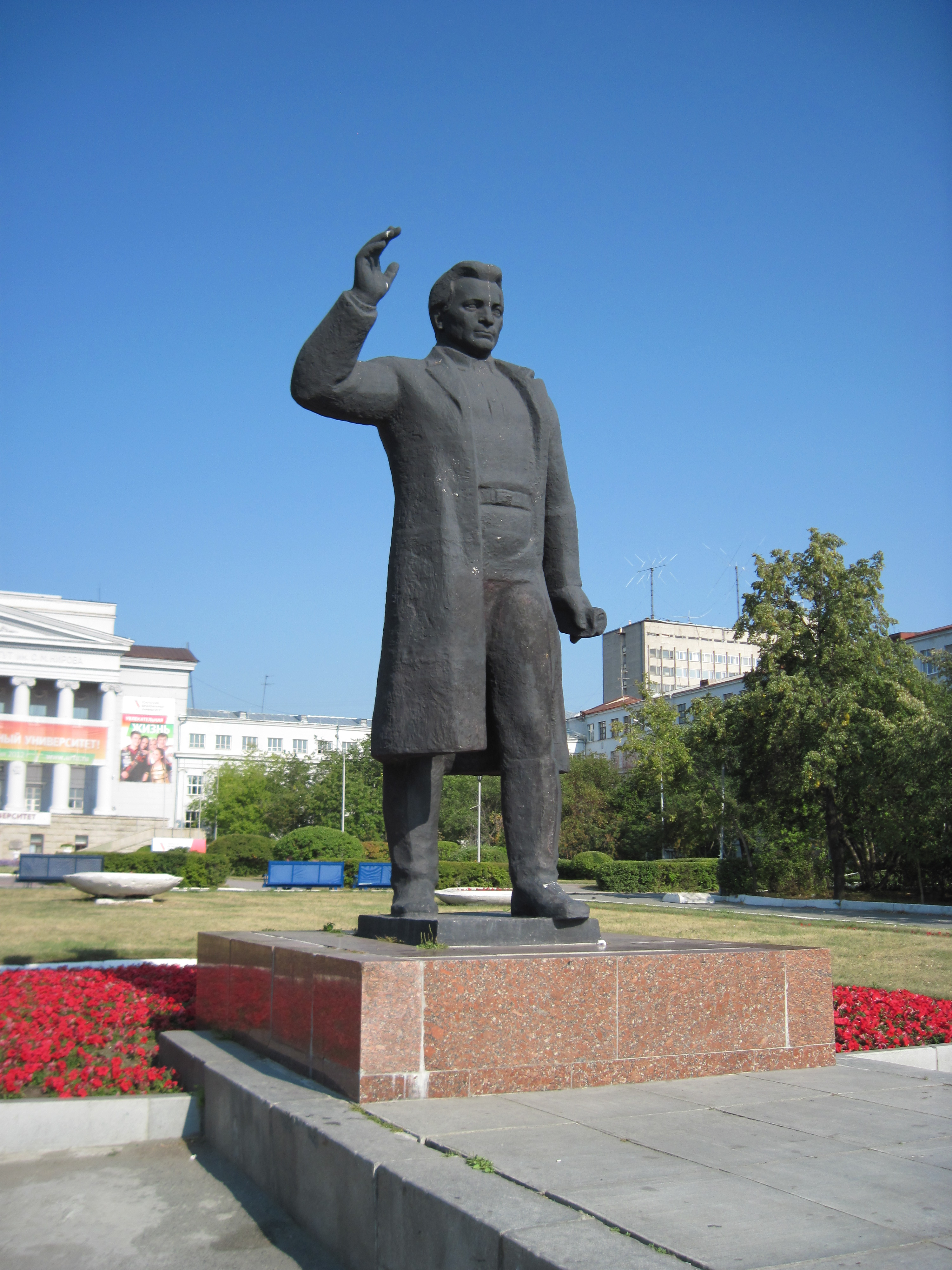
Памятник С. М. Кирову
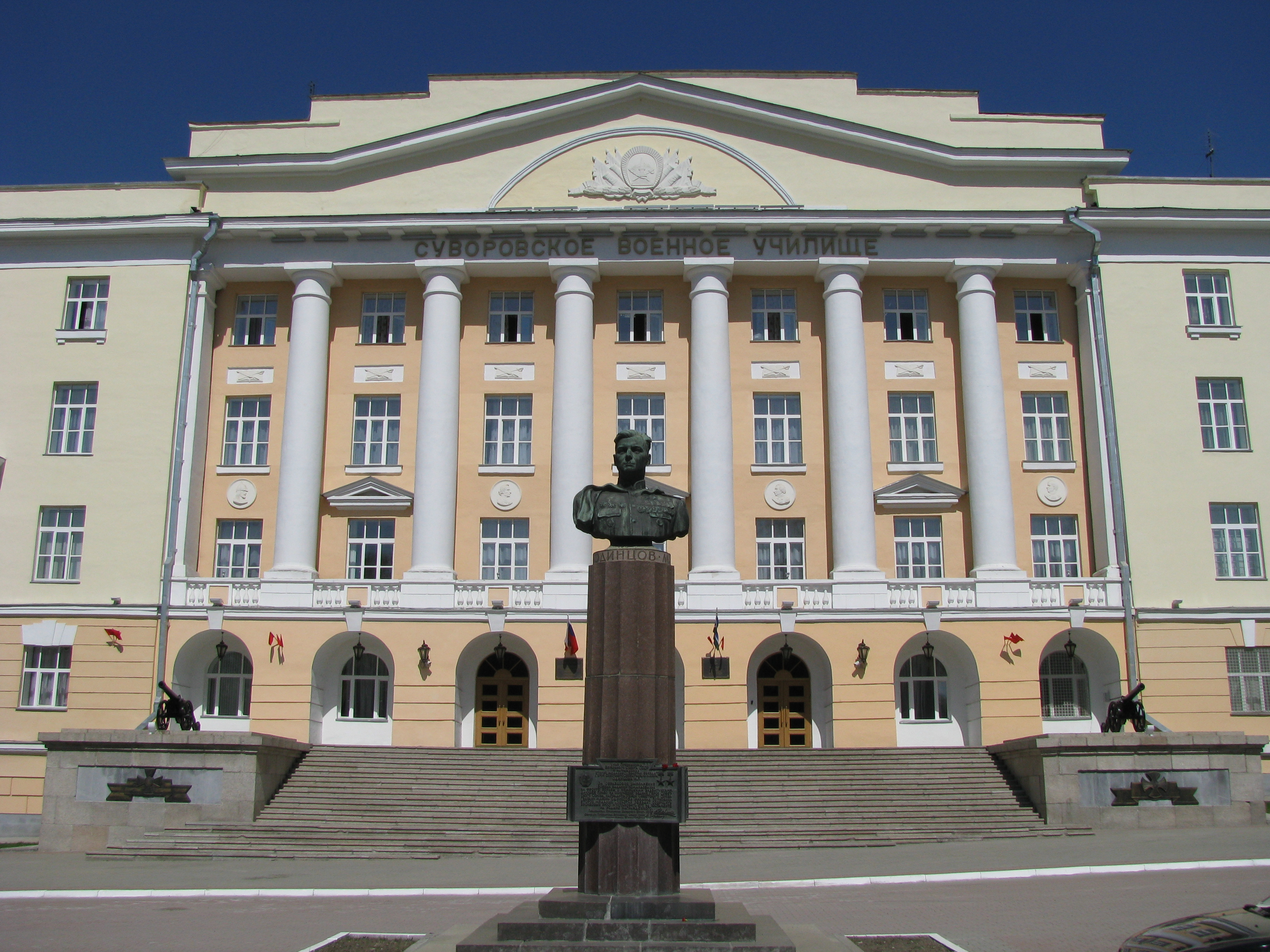
Бюст М. П. Одинцова на фоне Суворовского училища
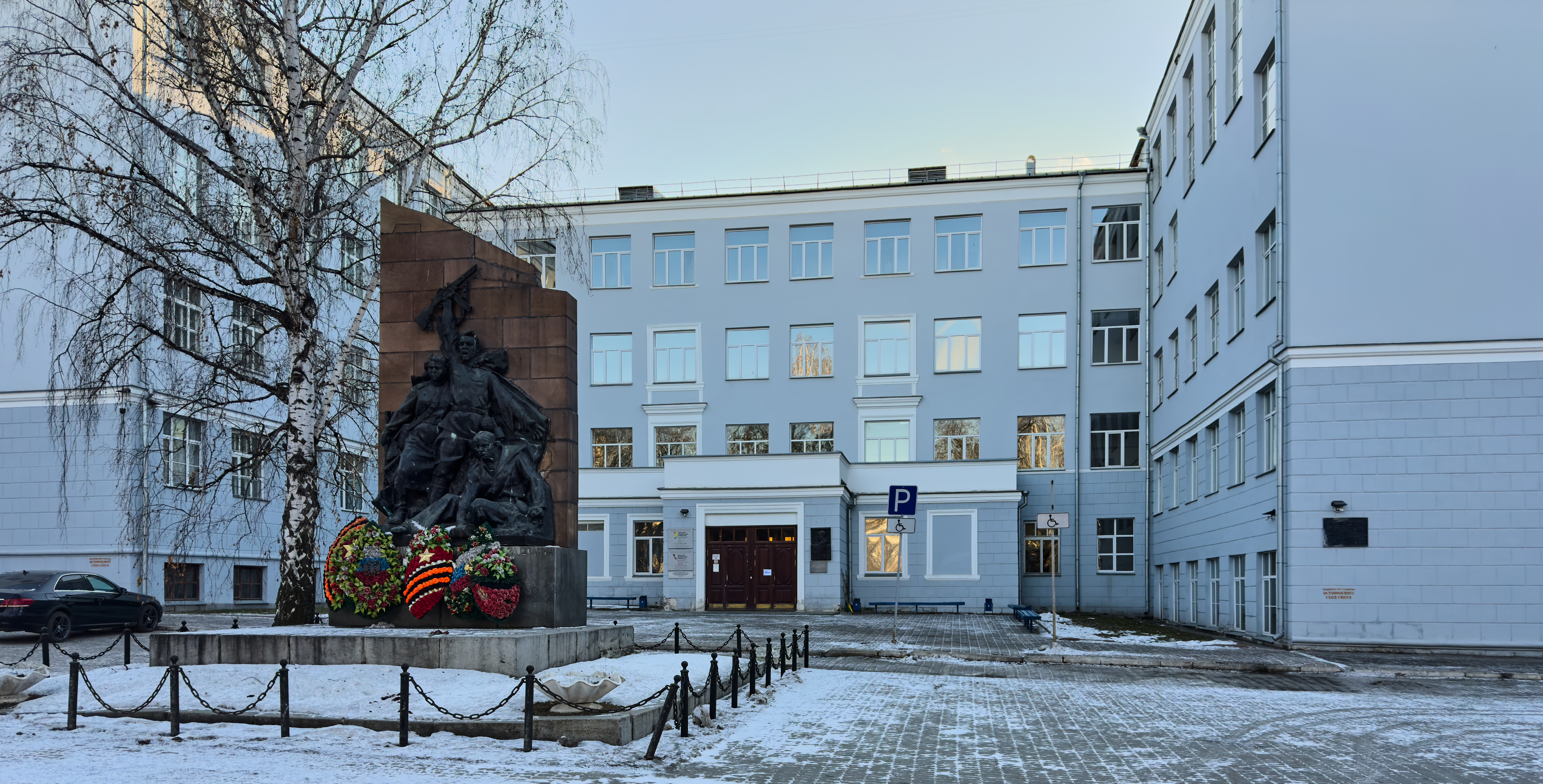
Памятник студентам и преподавателям, погибшим в годы Великой Отечественной войны
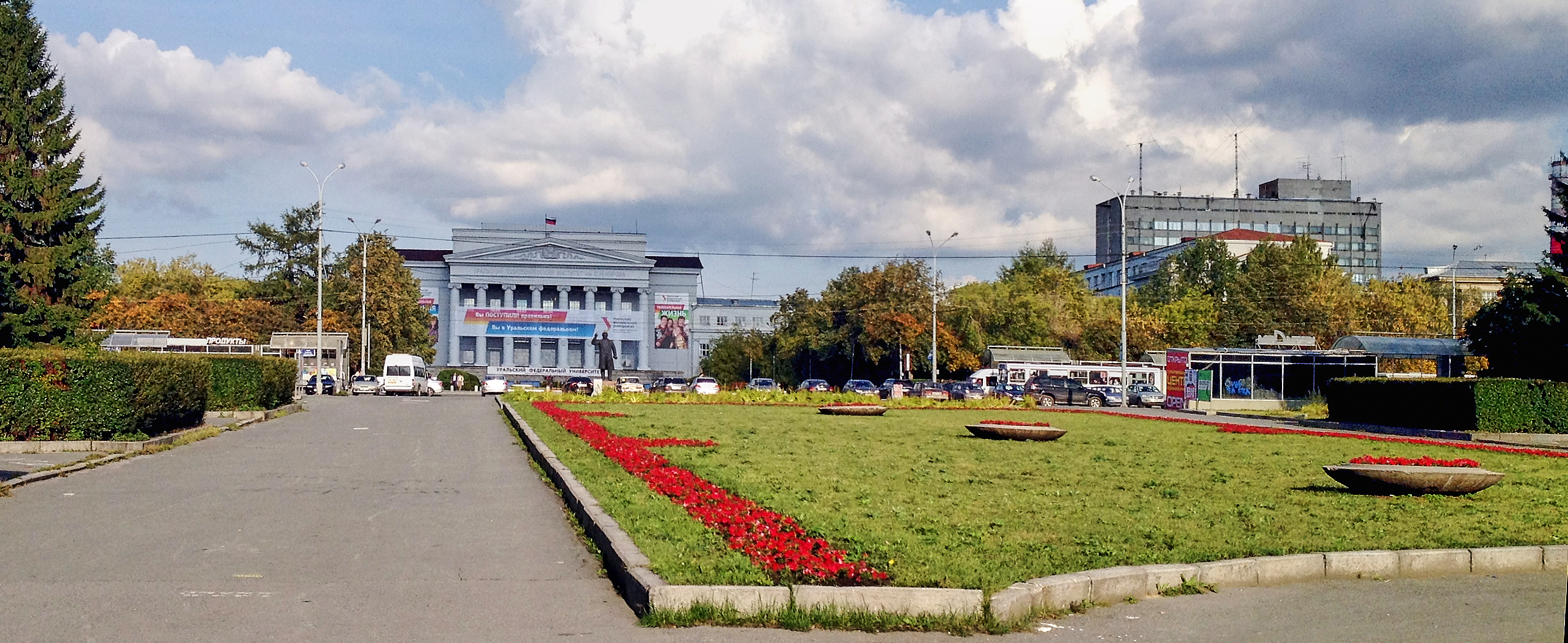
Сквер на площади
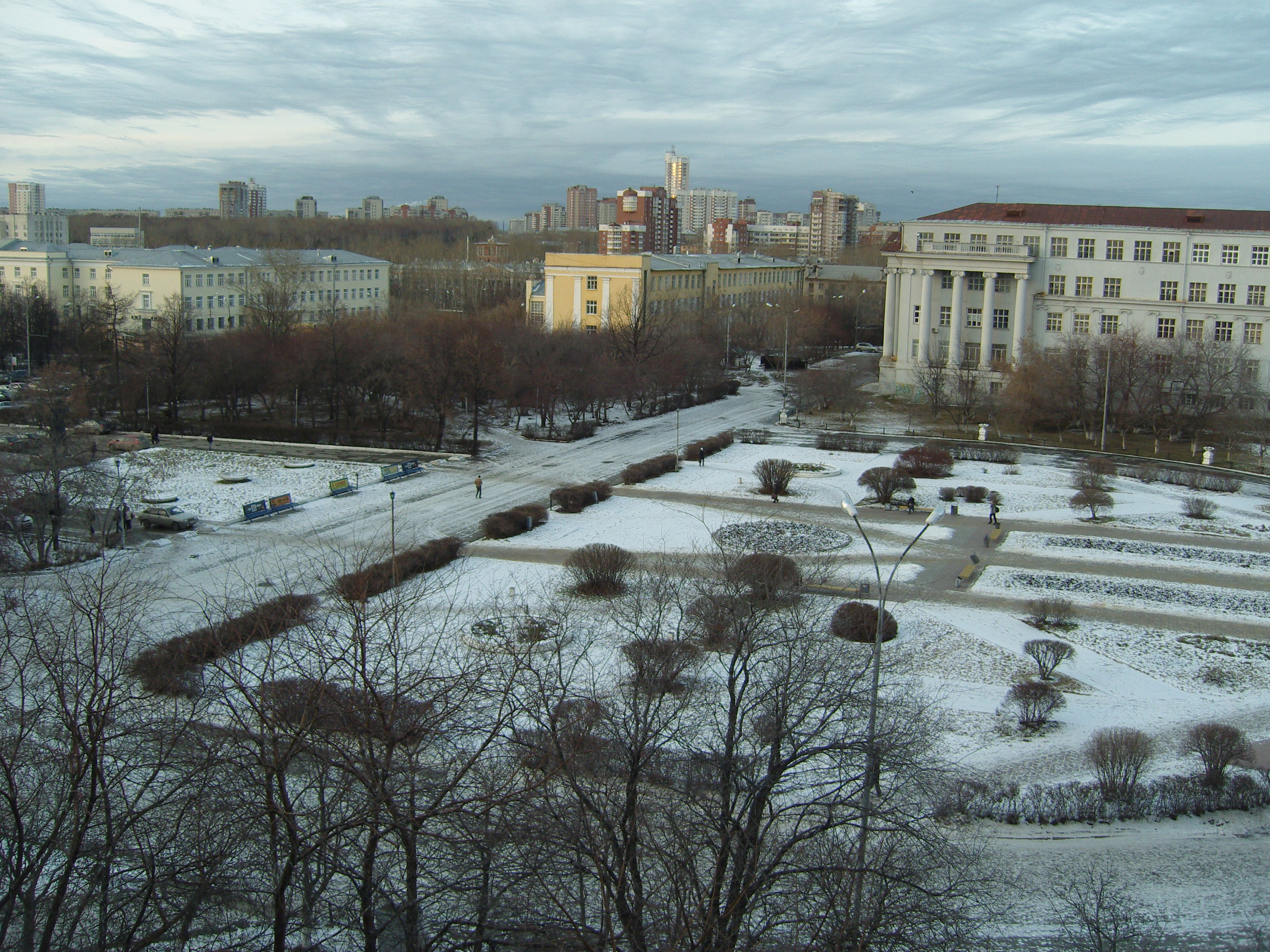
Вид из правого крыла Главного корпуса УГТУ
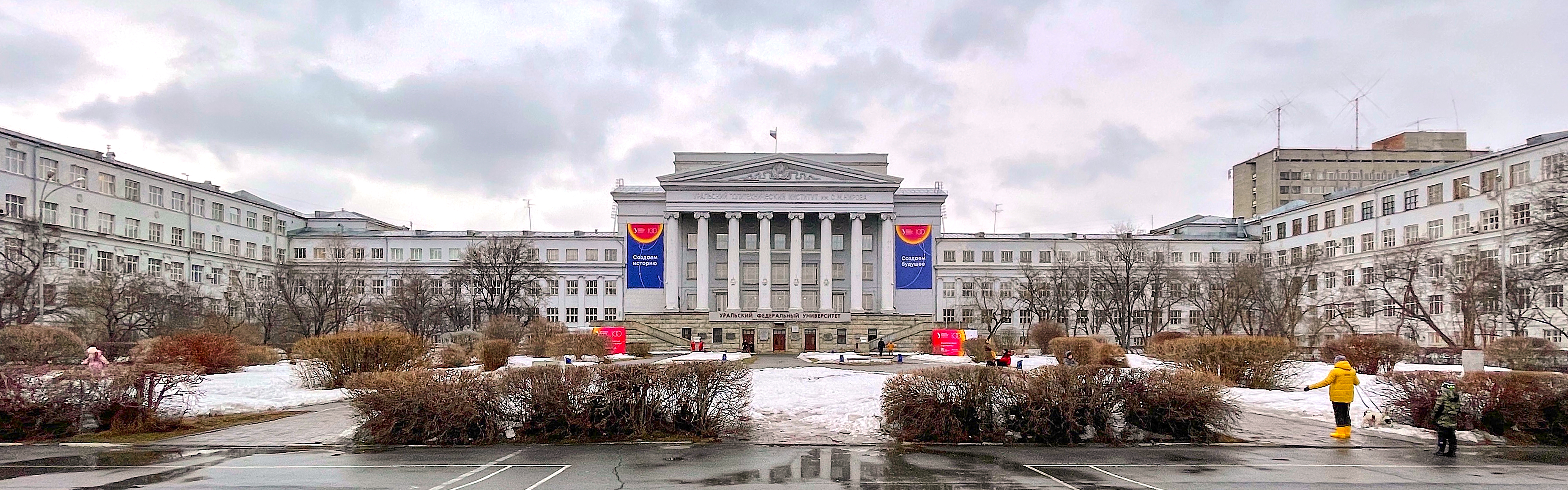
Площадь весной